# Certonotus pineus
Certonotus pineus là một loài tò vò trong họ Ichneumonidae.